# Jochen Fischer (Politiker)
Jochen Fischer (* 21. März 1932 in Schweidnitz, Provinz Niederschlesien; † 1. März 2020) war ein deutscher Kommunalpolitiker (CSU).

## Werdegang
Fischer besuchte ab 1942 die Oberrealschule. Nach der Flucht aus Schlesien kam er in das niederbayerische Dorf Hirschbach. 1946 begann er bei der Wacker Chemie in Burghausen eine Lehre zum Chemielaboranten. Daneben besuchte er die Fachschule für Chemie. Im Anschluss ging er für einige Jahre nach Schweden. 1954 kam er zur Firma Industrie-Chemie Thoma in Waldkraiburg. Von 1959 bis 1964 war er Leiter eines Chemiewerks in Steinfort (Luxemburg). Er kehrte nach Waldkraiburg zurück und war ab 1964 Produktionsleiter bei der Lowi Chemie. Von 1974 bis 1984 war er Betriebsleiter der Tierkörperverwertung in St. Erasmus.
Seine politische Laufbahn begann am 1. Januar 1966 mit dem Eintritt in die CSU. Noch im Frühjahr 1966 wurde er zum Beisitzer im Vorstand des CSU-Ortsvereins Waldkraiburg gewählt, im Jahr darauf wurde er Ortsvorsitzender. Am 1. Oktober 1978 rückte er in den Waldkraiburger Stadtrat nach und wurde dort 1981 Sprecher der CSU-Fraktion. 1982 übernahm er zusätzlich ein Mandat im Kreistag des Landkreises Mühldorf am Inn. Im Oktober 1983 nominierte ihn sein Ortsverband als Kandidat für die Bürgermeisterwahl im Frühjahr 1984, in der sich in der Stichwahl knapp mit 50,53 % der Stimmen gegen seinen Konkurrenten Günther Heubl durchsetzte. Er blieb bis zum Frühjahr 2002 im Amt.
Ab Juli 1984 war er außerdem Mitglied im Ausschuss „Umweltschutz“ des Bayerischen Städtetages.

## Ehrungen
- 1996: Medaille für besondere Verdienste um die Kommunale Selbstverwaltung in Bronze
- 1999: Verdienstkreuz am Bande der Bundesrepublik Deutschland
- 2002: Ehrenbürger der Stadt Waldkraiburg